# Bradley Lestrade
Bradley Lestrade (* 22. April 2001) ist ein Schweizer Leichtathlet, der sich auf den Sprint spezialisiert hat.

## Sportliche Laufbahn

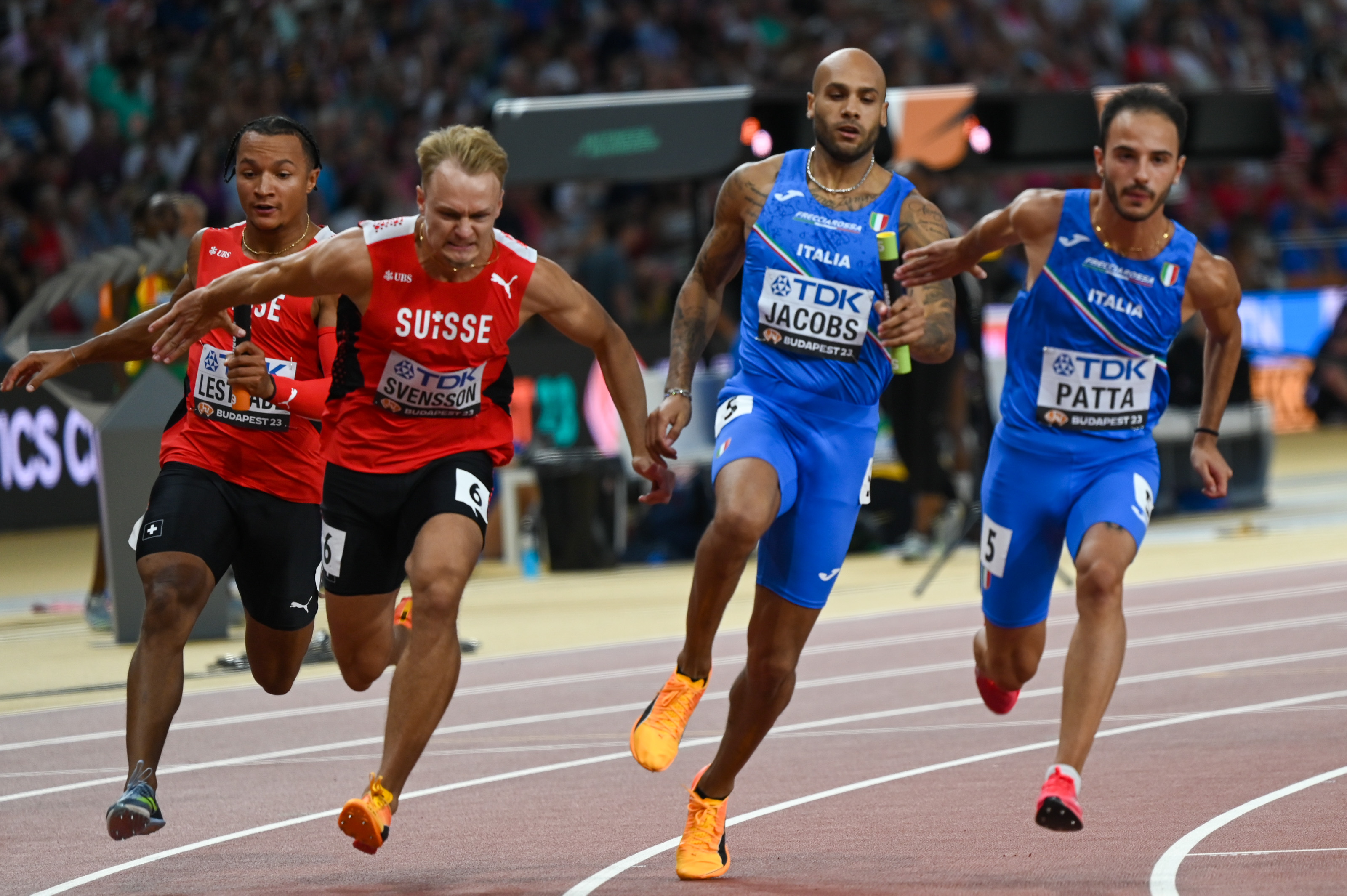
Bradley Lestrade, Felix Svensson, Marcell Jacobs, Lorenzo Patta, Budapest 2023

Erste internationale Erfahrungen sammelte Bradley Lestrade im Jahr 2021, als er bei den U23-Europameisterschaften in Tallinn mit 10,54 s in der ersten Runde im 100-Meter-Lauf ausschied und auch über 200 Meter kam er mit 21,69 s nicht über den Vorlauf hinaus. Im Jahr darauf belegte er mit der Schweizer 4-mal-100-Meter-Staffel in 38,36 s den fünften Platz bei den Europameisterschaften in München. 2023 schied er bei den U23-Europameisterschaften in Espoo mit 21,47 s im Halbfinal im 200-Meter-Lauf aus, und auch bei den World University Games in Chengdu schied er mit 21,12 s im Semifinal aus. Kurz darauf schied er bei den Weltmeisterschaften in Budapest mit 38,65 s im Vorlauf aus. Im Jahr darauf belegte er bei den Europameisterschaften in Rom in 38,68 s den fünften Platz im Staffelbewerb.
2024 wurde Lestrade Schweizer Hallenmeister im 200-Meter-Lauf.

## Persönliche Bestleistungen
- 100 Meter: 10,29 s (+1,1 m/s), 3. Juli 2022 in La Chaux-de-Fonds
  - 60 Meter (Halle): 6,73 s, 17. Februar 2024 in St. Gallen
- 200 Meter: 20,75 s (+0,7 m/s), 27. Mai 2023 in Zofingen
  - 200 Meter (Halle): 21,10 s, 18. Februar 2024 in St. Gallen